# Puntada
|  | No s'ha de confondre amb puntada (fil). |

En violència, arts marcials i esports, una puntada és un cop amb el peu, el genoll o la cama. Com atac és usat en combat cos a cos. Les puntades són, en general, més lentes que els cop de puny encara que més forts que aquests.
Les puntades són part fonamental en moltes arts marcials, com poden ser el wushu, karate, taijitsu, kickboxing, tangsudo o taekwondo; mentre que altres arts no usen cap puntada, com és el cas del judo o de la boxa. Altres arts marcials de competició poden usar puntades encara que limitant-les a atacs a les cames i a la part baixa del cos del contrari.
Existeix un gran nombre de puntades, i moltes tenen noms característics per a cadascuna. Sovint el mateix moviment té diferents noms en diferents arts marcials, això es nota especialment quan es fan comparances entre arts orientals i occidentals.